# Kabinett Reibnitz/Heipertz II
Das Kabinett Reibnitz/Heipertz II bildete vom 29. Februar bis zum 13. März 1928 die Landesregierung von Mecklenburg-Strelitz.
Der Landtagspräsident ernannte am 29. Februar 1928 die Staatsminister. Am 8. März 1928 entzog ihnen der Mecklenburg-Strelitzsche Landtag das Vertrauen. Am 9. März 1928 untersagte der Landtag Otto Heipertz die Weiterführung der Geschäfte, woraufhin dieser zurücktrat.
| Amt          | Name                           | Partei |
| ------------ | ------------------------------ | ------ |
| Abteilung I  | Kurt Freiherr von Reibnitz     | SPD    |
| Abteilung II | Otto Heipertz bis 9. März 1928 | DVP    |